# Hugo Broos
Hugo Broos, né le 10 avril 1952 à Humbeek en Belgique, est un footballeur international et entraîneur belge qui joue au poste de défenseur. Il est actuellement sélectionneur de l'équipe d'Afrique du Sud.

## Biographie

### Carrière de joueur
Hugo Broos commence sa carrière au KFC Humbeek. À 18 ans, il est repéré par le RSC Anderlecht. Très vite il s'impose au cœur de la défense bruxelloise qu'il ne quittera plus pendant 12 ans. Aussi avec l'équipe nationale belge, il devient vite incontestable (24 Caps pour 31 sélections). Hugo Broos gagne trois titres avec Anderlecht, ainsi que quatre coupes de Belgique et trois coupes d'Europe. En 1983, il décide de changer d'air et à la stupeur générale, il rejoint le FC Bruges avec lequel il remporte un titre et une coupe de Belgique.

### Carrière d’entraîneur
À 36 ans, il raccroche les crampons et devient assistant de Paul Van Himst au RWD Molenbeek avant de passer entraîneur principal la saison suivante. Ses débuts sont difficiles et le club descend en division 2 avant de remonter la saison suivante. En 1991, il revient au FC Bruges comme entraîneur. Il remporte deux coupes de Belgique et deux titres avec Bruges avant de prendre congé du club en 1997. Il rejoint Mouscron avant de retourner au RSC Anderlecht en 2002. En février 2005, il est licencié en raison de mauvais résultats. Il remplace quelques mois plus tard René Vandereycken au KRC Genk jusqu'en février 2008 à la suite de l'accumulation de mauvais résultats par son équipe. En juin 2009, il prend la direction de Trabzonspor. Il est limogé le 23 novembre 2009 pour mauvais résultats. Il retrouve un employeur en octobre 2010 en signant à Zulte-Waregem.
En août 2011, Hugo Broos tente sa chance à l'Al-Jazira Club aux Émirats arabes unis. Il devient adjoint de son compatriote Franky Vercauteren qui avait lui-même été l'adjoint de Broos à Anderlecht quelques années auparavant.
En juillet 2014 il devient entraîneur en chef de la JS Kabylie. Il démissionne 2 mois plus tard, à la suite d'un malentendu avec le président du club. 
À la mi-novembre 2014, Broos devient l'entraineur d'un autre club algérien, le NA Hussein-Dey. Il est limogé du club le 15 février 2015 pour manque de résultat, le club étant avant-dernier du championnat algérien. 
Il est nommé sélectionneur du Cameroun au début de l'année 2016.
Le 5 février 2017, il remporte en tant que sélectionneur la Coupe d'Afrique des Nations au terme d'une finale remportée 2-1 contre l’Égypte.
Le 1er mars 2018, il devient le nouveau directeur sportif du KV Ostende.
À la suite de la démission de Gert Verheyen, il devient le 6 mars 2019 entraîneur principal intérimaire tout en gardant ses fonctions de directeur technique.
Il décide de quitter le club de la côte d'un commun accord le 29 avril 2019.
Le 5 mai 2021, il est engagé comme sélectionneur de l'Afrique du Sud. C'est avec celle-ci qu'il obtient la 3e place de la Coupe d'Afrique des nations de football.

## Palmarès

### Palmarès de joueur

#### En club
- Vainqueur de la Supercoupe d'Europe en 1976 et en 1978 avec le RSC Anderlecht
- Vainqueur de la Coupe d'Europe des Vainqueurs de Coupe en 1976 et en 1978 avec le RSC Anderlecht
- Vainqueur de la Coupe de l'UEFA en 1983 avec le RSC Anderlecht
- Champion de Belgique  en 1972, en 1974, en 1981 avec le RSC Anderlecht et en 1988 avec le FC Bruges
- Vainqueur de la Coupe de Belgique en 1972, en 1973, en 1975, en 1976 avec le RSC Anderlecht et en 1986 avec le FC Bruges
- Vainqueur de la Coupe de la Ligue Pro en 1973 et en 1974 avec le RSC Anderlecht
- Vainqueur de la Supercoupe de Belgique en 1986 avec le FC Bruges
- Finaliste de la Coupe d'Europe des Vainqueurs de Coupe en 1977 avec le RSC Anderlecht

#### En sélections nationales
- 24 sélections entre 1974 et 1986
- Participation à la Coupe du Monde en 1986 (4e)

#### Distinctions personnelles
- Membre de l'équipe du RSA Anderlecht recevant le Trophée national du Mérite sportif en 1978

### Palmarès d'entraîneur

#### En club
- Champion de Belgique en 1992, en 1996 avec le FC Bruges et en 2004 avec le RSC Anderlecht
- Vainqueur de la Coupe de Belgique en 1995 et en 1996 avec le FC Bruges
- Vainqueur de la Supercoupe de Belgique en 1991, en 1992, en 1994 et en 1996 avec le FC Bruges
- Champion de Belgique de Division 2 en 1990 avec le RWD Molenbeek

#### En sélections nationales

##### Avec le Cameroun
- Vainqueur de la Coupe d'Afrique des Nations en 2017
- Participation à la Coupe des Confédérations en 2017 (Premier Tour)

##### Avec l'Afrique du Sud
- Troisième de la Coupe d'Afrique des Nations en 2023

#### Distinctions individuelles
- Élu meilleur entraîneur de l'année en 1992, en 1996 avec le FC Bruges, en 2004 avec le RSC Anderlecht et en 2007 avec le KRC Genk